# Rassenpolitisches Amt der NSDAP

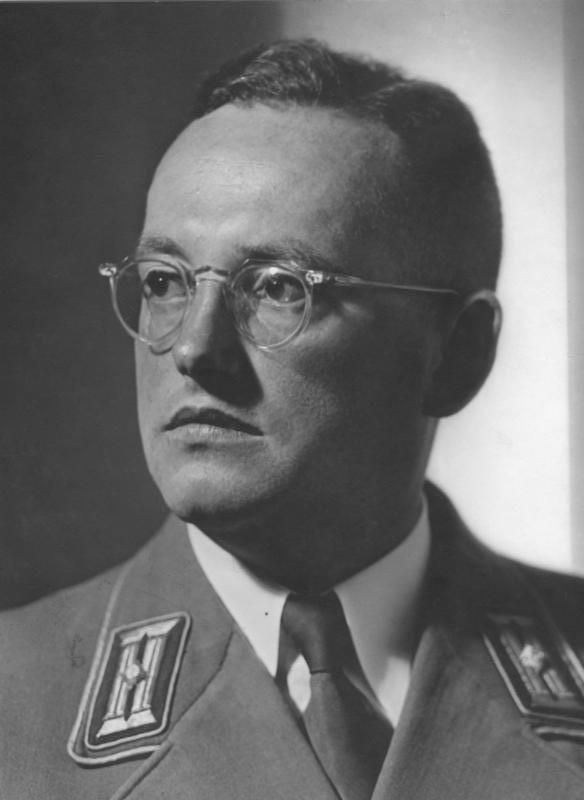
Walter Groß, Leiter, Aufnahme von 1933

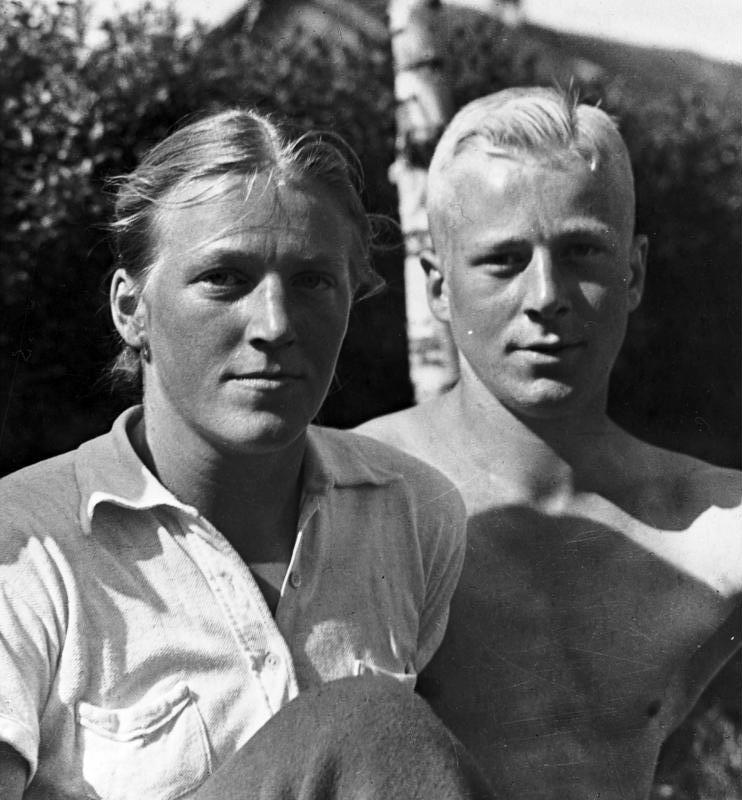
Porträt zweier junger blonder Sportler von 1933 aus der Sammlung des Rassenpolitischen Amts der NSDAP

Das Rassenpolitische Amt (RPA) war ein Amt der NSDAP, das die rassistische Ideologie der Partei durchsetzen sollte.

## Geschichte
Als Vorläuferorganisation gründete der Nationalsozialistische Deutsche Ärztebund 1933 das „Aufklärungsamt für Bevölkerungspolitik und Rassenpflege“. Am 15. Mai 1934 wurde das „Aufklärungsamt“ dem „Stellvertreter des Führers“, Rudolf Heß, unterstellt und in Rassenpolitisches Amt der NSDAP umbenannt. Leiter wurde der Mediziner Walter Groß; unter ihm arbeiteten etwa 25 Mitarbeiter.
Im Erlass zur Einrichtung des Rassenpolitischen Amtes hieß es:
„In den Aufgabenkreis des Amtes fallen außer der Vereinheitlichung und Überwachung von Schulung und Propaganda auf den einschlägigen Gebieten auch alle sachlichen, bevölkerungs- und rassepolitischen Fragen, soweit sie von der Partei bearbeitet werden.“
Dementsprechend war die Schulung von Rednern eine der Hauptaufgaben des Rassenpolitischen Amtes, mit der eine einheitliche Sprachregelung auf dem Gebiet der Rassenhygiene erreicht werden sollte. Hierzu wurde in Potsdam-Babelsberg, Griebnitzseestraße 4 (damals Landhaus Hahn Nr. 2A) eine Rednerschule gegründet, an der bis 1936 1.400 Redner ausgebildet worden sein sollen. Die Leitung der Rednerschule wurde Egon Leuschner übertragen. Zu den Absolventen gehörten unter anderem Konrad Lorenz und der spätere Geschäftsführer des Lebensborn, Gregor Ebner. Daneben gab das Rassenpolitische Amt die Zeitung Neues Volk und einen gleichnamigen, in hoher Auflage erscheinenden Kalender heraus. In Zusammenarbeit mit der Reichspropagandaleitung entstanden zudem mehrere Filme.
Das Rassenpolitische Amt sah sich selbst als eine „Umschlagstelle für Anregungen“ und konnte dadurch „der Parteiführung eingehendere Vorschläge für die durchzuführenden Maßnahmen“ aufzeigen. Hierunter ist insbesondere die Mitarbeit an gesetzgeberischen Maßnahmen zu verstehen.
Die größte Bedeutung erlangte das Rassenpolitische Amt in den ersten Jahren des NS-Staates. Hier gelang es Walter Groß und seinen Mitarbeitern, eine einheitliche Sprachregelung in der sogenannten Rassenfrage durchzusetzen und Einfluss auf die entsprechende Gesetzgebung zu gewinnen. Über Dienststellen des Staates und der Partei, die Rednerschulungen in Babelsberg, aber auch Gau- und Kreisleiter ergaben sich eine Vielzahl personeller Verbindungen. Später verlor das Amt nach und nach sein Gewicht, SS und Sicherheitsdienst gewannen hingegen an Bedeutung in der NS-Rassenpolitik. 1944 wurde die Tätigkeit des Rassenpolitischen Amtes kriegsbedingt eingeschränkt, schon im Jahr zuvor soll die Vernichtung der Akten begonnen haben.
Mit dem Kontrollratsgesetz Nr. 2 vom 10. Oktober 1945 wurde das Rassenpolitische Amt der NSDAP durch den Alliierten Kontrollrat verboten und dessen Eigentum beschlagnahmt.

## Struktur
Das Amt untergliederte sich 1936 in folgende Arbeitsbereiche:
- Propaganda
- Ausland
- Wissenschaft: Werner Hüttig (von 1933 bis 1936)
- Presse
- Schulung

Der Reichsbund der Kinderreichen wurde durch das Amt betreut.
Dem Amt unterstellt waren auf zweiter Ebene die Gauleitungen mit einer ähnliche Struktur der Arbeitsbereiche (1936: Schulung und nur bei Notwendigkeit Propaganda und Presse). Auf der dritte Ebene befanden sich die Kreisleitungen (angelehnt an die NSDAP-Struktur).
1938 existierte im Amt folgende Struktur der sogenannten Hauptstellen:
- Geschäftsführung
- Propaganda
- Ausland
- Wissenschaft
- Presse
- Schulung
- Beratungsstelle: 1939 Erhard Wetzel
- Frauen- und Mädelarbeit: Marta Hess, zugleich Abteilungsleiterin für rassenpolitische Erziehung in der NS-Frauenschaft
- Praktische Bevölkerungspolitik

Auf der regionaler Ebene wurde das Rassenpolitische Amt durch ehrenamtliche Beauftragte vertreten. Die Gaubeauftragten waren hierbei häufig Professoren der Universitäten vor Ort. Ein Beispiel hierfür ist der Gau Mainfranken: Ludwig Schmidt-Kehl, seit 1934 Gaubeauftragter des Rassenpolitischen Amtes, leitete ab 1937 in Personalunion auch das aus dem Rassenpolitischen Amt der Gauleitung Mainfranken hervorgegangene, am 1. April 1937 gegründete „Institut für Vererbungswissenschaft und Rasseforschung“ der Universität Würzburg. Rassenpolitisches Amt (bis Oktober 1938 in der Ludwigstraße 8) und Universitätsinstitut waren hierbei im selben Haus (Klinikstraße 6, im nach Robert Ritter von Welz auch „Welzhaus“ genannten und auch Wohnzwecken dienende Gebäude, worin im November 1938 das Institut seine Räumlichkeiten erhielt und am 10. Mai 1939 eingeweiht wurde) untergebracht. Schmidt-Kehl leitete dabei erbbiologische Untersuchungen im Rahmen des sogenannten Dr.-Hellmuth-Plans.

## Publikationen
- Egon Leuschner: Nationalsozialistische Fremdvolkpolitik, 1942.

## Propagandafilme
Das Rassenpolitische Amt der NSDAP produzierte mehrere Propagandafilme, um das Euthanasieprogramm des nationalsozialistischen Staats zu propagieren:
- Die Sünden der Väter (1935)
- Abseits vom Wege (1935)
- Erbkrank (1936)
- Was Du ererbet… (1936)
- Opfer der Vergangenheit (1937)
- Ich klage an (1941)